# Lindholm (Nørresundby)
 For alternative betydninger, se Lindholm. (Se også artikler, som begynder med Lindholm)
Lindholm er en bydel i det vestlige Nørresundby. Lindholm er beliggende i Vendsyssel ved Limfjorden og Lindholm Å i Aalborg Kommune. Fra Aalborg Centrum er der tre km. mod nordvest til Lindholm.
I Lindholm er der 9.066 indbyggere (2009). 

## Fodnoter
1. ↑  Defineret som Aalborg Kommunes planzoner: 501, 502, 511, 512, 514, 521, 522, 531, 532, 533
2. ↑  Aalborg Kommune, Statistik om folketal 2009